# Johnny Reid
John Kirkland Reid, detto Johnny (Lanark, 21 agosto 1974), è un cantante canadese.

## Biografia
Nato in Scozia, si è trasferito in Canada nel 1988. Ha esordito nel 1997. Spesso lavora a Nashville (Stati Uniti).
Il suo primo singolo di successo è stato You Still Own Me (2004).
Dal 2009 (Dance with Me) raggiunge le posizioni più alte delle classifiche di vendita canadesi.
Ha vinto diversi premi della Canadian Country Music Association e Juno Awards.

## Discografia
Album
- 1997 - Another Day, Another Dime
- 2000 - Johnny Reid
- 2005 - Born to Roll
- 2007 - Kicking Stones
- 2009 - Dance with Me
- 2009 - Christmas (Album natalizio)
- 2010 - A Place Called Love
- 2012 - Fire It Up
- 2013 - A Christmas Gift to You (Album natalizio)